# Mordellistena irritans
Mordellistena irritans is een keversoort uit de familie spartelkevers (Mordellidae). De wetenschappelijke naam van de soort is voor het eerst geldig gepubliceerd in 1991 door Franciscolo.